# Элхред
Элхред (др.-англ. Alchred; умер не ранее 774) — король Нортумбрии в 765 — 774 годах из династии Идингов.

## Биография
Элхред принадлежал к династии Идингов. Он был сыном Энвина, происходившего от одного из побочных сыновей Иды Берницийского Элрика. Элхред женился на Осгифу, либо дочери Освулфа и внучке Эдберта, либо дочери Эдберта, а церемонию бракосочетания провёл родной брат Эдберта архиепископ Йоркский Эгберт.
В «Англосаксонской хронике» очень мало сообщается о правлении Элхреда: только то, что он стал королём, а затем был низложен и бежал за границу. В 765 году Элхред составил заговор против Этелвалда Молла: найдя способ заманить его в свои сети, он 30 октября убил его и занял престол Нортумбрии. В 774 году сторонники Этелвалда Молла, утратившие свои позиции после смерти своего предводителя, потихоньку набрали прежнюю силу. Симеон Даремский в своей «Historia regum Anglorum et Dacorum» сообщал, что Элхред, чтобы не попасть в руки к своим неприятелям, бежал к королю пиктов Киниоду I.
Его преемником стал сын Этелвалда Молла Этельред I. Старший сын Элхреда Осред стал королём Нортумбрии в 788 году, а младший — Алькмунд — был убит в 800 году в правление Эрдвульфа и позднее стал почитаться святым.